# Casa Balló
Casa Balló és un habitatge del municipi de Figueres (Alt Empordà) inclòs en l'Inventari del Patrimoni Arquitectònic de Catalunya.

## Descripció
Edifici situat al mig del carrer Nou i en cantonada amb el carrer a on es troba el Col·legi Sant Pau i l'església de La Immaculada. És un conjunt de tres habitatges dins d'un mateix conjunt. Cases de planta baixa i una, amb un pis. Tenen dues entrades diferents, una pel carrer Nou i l'altra pel carrer Muntaner. La primera amb entrada de garatge i reixa que condueix al pati. A la banda del carrer Muntaner, hi ha un portal d'arcada de mig punt emmarcat per encoixinat rústic, que segueix el motiu del sòcol i la cantonera. Conviuen dos tipis d'obertures, les grans amb llindes i les petites emmarcades amb motius de pedra. El cos més antic presenta cornisa.

## Història
Aquesta casa ocupa el solar d'una antiga casa modernista que fou enderrocada. La casa Balló fou construïda en tres etapes, segons les necessitats familiars. La part del primer habitatge fou edificat l'any 1932. És obra de l'arquitecte Pelayo Martínez Paricio. A l'arxiu de plànols hi ha un projecte per aquesta casa de l'any 1942.